# Estrada Parque Guará (DF-051)
A Estrada Parque Guará (EPGU), ou DF-051, é uma rodovia radial do Distrito Federal, Brasil, sendo responsável por ligar o Guará com a DF-002 (Eixo Rodoviário) e L4 Sul. Passam por ela cerca de sessenta mil veículos por dia.

## Características e pontos de interesse
A estrada começa em um grande trevo, que liga a DF-002, ao fim do Eixão, a Estrada Parque Aeroporto (DF-047). Nesse ponto, a Avenida das Nações passa por cima do encontro das rodovias e se torna a Estrada Parque Guará. 
A via tem seis faixas, com três em cada sentido separadas por um canteiro central, e conta com vias marginais paralelas a elas, com duas faixas em cada sentido. Nesse trecho, a estrada passa pelo Jardim Zoológico de Brasília, um importante ponto turístico da capital brasileira, que pode ser acessado pela marginal.
Ainda há um novo viaduto, pelo qual a Estrada Parque Indústria e Abastecimento (EPIA) passa por baixo da EPGU. Após o viaduto, a rodovia não tem mais marginais, indo até a Avenida do Contorno, no Guará. Nesse trecho, a via margeia o Parque Guará.

## Estrada Parque
A EPGU é uma das estradas parque - tradução literal das vias americanas chamadas parkway - idealizadas por Lúcio Costa para vias de trânsito rápido, sem interrupções e com uma paisagem bucólica, diferente das caóticas rodovias tradicionais. A ideia acabou se perdendo com o tempo. A EPGU, apesar de passar em torno de regiões ambientais, fica em meio a cidade.